# Méthode de séparation aveugle de source
Pour les articles homonymes, voir SAS.
La Séparation Aveugle de Source (SAS) consiste à estimer un jeu de {\displaystyle N} sources inconnues à partir d'un jeu de {\displaystyle P} observations. Ces observations sont des mélanges de ces sources et proviennent de capteurs (antennes, microphones, caméras par exemple). Le mélange entre ces sources, qui s'effectue pendant leur propagation jusqu'aux capteurs, est inconnu.
La SAS est une "discipline générique" qui permet de nombreuses applications dans de nombreuses disciplines telles l'acoustique, le traitement audio, les télécommunications, le génie biomédical, l'astrophysique.
En réalité, la séparation n'est pas complètement aveugle puisqu'on suppose généralement connaître deux données :
1. la nature des mélanges,
2. le nombre {\displaystyle P} d'observations et le nombre {\displaystyle N} de sources.

## Nature des mélanges
Il existe dans la littérature plusieurs types de mélanges découpés en deux catégories : les mélanges linéaires et les mélanges non linéaires.

### Mélanges linéaires
Une première catégorie, largement étudiée, concerne les mélanges linéaires, c'est-à-dire le cas où les observations sont des
mélanges linéaires des sources. Cette catégorie est elle-même divisée en trois sous-catégories:
Définition 1 : On parle de mélanges "linéaires instantanés" (LI) lorsque les observations s'écrivent comme des combinaisons linéaires des sources.
En particulier, dans le cas où les sources sont des signaux monodimensionnels {\displaystyle s_{j}(t)}, le mélange s'écrit
{\displaystyle x_{i}(t)=\sum _{j=1}^{N}a_{ij}\,s_{j}(t)\qquad i=1,\ldots ,P}
où {\displaystyle a_{ij}} est un réel constant qui correspond à l'amplitude de
la contribution de la source {\displaystyle j} sur le capteur {\displaystyle i}.
Cette relation entre les sources et les observations peut s'écrire sous forme matricielle :
{\displaystyle x(t)=A\,s(t)}
où
- {\displaystyle x(t)=[x_{1}(t),\cdots ,x_{P}(t)]^{T}} est le vecteur d'observations,
- {\displaystyle s(t)=[s_{1}(t),\cdots ,s_{N}(t)]^{T}} est le vecteur de sources,
- {\displaystyle A} est une matrice de mélange {\displaystyle N\times P} dont les éléments sont les coefficients {\displaystyle a_{ij}}.

Définition 2 : On parle de mélanges (de sources) " atténué(e)s et décalés temporellement " (AD) lorsque les observations s'écrivent comme des combinaisons linéaires de sources décalées temporellement.
En particulier, dans le cas précédent où les sources {\displaystyle s_{j}(t)} sont des signaux monodimensionnels, le mélange s'écrit :
{\displaystyle x_{i}(t)=\sum _{j=1}^{N}a_{ij}\,s_{j}(t-t_{ij})\qquad i=1,\ldots ,P}
où {\displaystyle a_{ij}} et {\displaystyle t_{ij}} sont des réels constants qui correspondent respectivement à l'amplitude de la contribution et au temps de propagation de la source {\displaystyle j} sur le capteur {\displaystyle i}.
Ce type de mélanges inclut en particulier le cas où des ondes sonores se propagent jusqu'aux capteurs selon un trajet unique. En effet, nous supposons qu'il n'y a aucune réflexion (on peut comparer ces conditions à celles d'une chambre anéchoïque dans le cas de signaux acoustiques) et donc les seuls signaux reçus par les capteurs sont les ondes provenant directement des sources avec leur atténuation et leur retard respectif.
Définition 3 : On parle de mélanges convolutifs lorsque les sources s'écrivent comme la somme de sources convoluées par un filtre de propagation.
Ce type de mélanges est le plus général des trois présentés jusqu'à présent puisque le capteur reçoit plusieurs ondes issues d'une même source qui sont toutes identiques à une atténuation et un retard près.
{\displaystyle x_{i}(t)=\sum _{j=1}^{N}\sum _{k=0}^{+\infty }a_{ijk}s_{j}(t-t_{ijk})\qquad i=1,\ldots ,P}
On peut alors modéliser la contribution globale de la source {\displaystyle j} sur un capteur {\displaystyle i} par la réponse impulsionnelle d'un filtre {\displaystyle a_{ij}(t)}.
{\displaystyle x_{i}(t)=\sum _{j=1}^{N}a_{ij}(t)*s_{j}(t)\qquad i=1,\ldots ,P,}
où {\displaystyle *} est le produit de convolution.
Comme pour le cas des mélanges LI, les mélanges AD et convolutifs peuvent être écrits sous forme matricielle:
{\displaystyle x(t)=A(t)\ast s(t)}

### Mélanges non linéaires
Le second type de mélanges concerne les mélanges non linéaires, qui sont plus généraux. L'extrême complexité de ces mélanges limite son étude à des configurations bien particulières, comme le cas post-non linéaire. En effet, dans ce cas, le mélange est d'abord linéaire avant d'arriver sur les capteurs qui eux introduisent une non-linéarité (saturation en réception par exemple).

## Détermination des mélanges
La détermination du mélange correspond à la différence entre le nombre de sources et d'observations.
Si cette différence est nulle, c'est-à-dire, s'il y a autant de sources que d'observations, on parle de mélanges déterminés. Une fois la matrice de mélange estimée, on peut reconstruire les sources par simple inversion matricielle. Par exemple, dans le cas de mélanges LI, en notant {\displaystyle {\hat {A}}} l'estimée de la matrice de mélange, la recombinaison des sources s'écrit :
{\displaystyle y(t)={\hat {A}}^{-1}x(t)}
{\displaystyle y(t)={\hat {A}}^{-1}As(t)}
{\displaystyle y(t)\simeq s(t)}
Si la différence entre le nombre de sources et d'observations est négative, alors le problème est sur-déterminé, c.-à-d. qu'il y a plus d'observations que de sources. Ce type de mélanges ne constitue pas une difficulté en soi puisqu'on peut facilement revenir à un mélange déterminé; par exemple en ne choisissant que {\displaystyle N} observations sur les {\displaystyle P} disponibles ou en effectuant une analyse en composantes principales sur les observations.
Enfin, le dernier cas est le cas sous-déterminé où il y a plus de sources que d'observations. Ce cas est le plus difficile à résoudre puisque l'inversion matricielle n'est pas possible. Il y a alors deux possibilités :
- séparer de façon partielle[6] un nombre maximal de sources, chacune étant mélangée avec les sources non séparées,
- séparer complètement les sources au prix d'hypothèses sur celles-ci[7] (hypothèses de parcimonie[8] par exemple).

## Les indéterminations de la SAS
En réalité, la reconstruction des sources se fait à deux indéterminations près :
- une indétermination de permutation : en effet, on numérote généralement les sources de façon arbitraire. Rien ne garantit que cet ordre sera respecté pendant la reconstruction de celles-ci.
- une indétermination d'échelle ou de filtre : les sources sont reconstruites à un facteur près dans le cas des mélanges LI et à un filtre près dans le cas des mélanges AD et convolutifs.

## Les familles de méthodes
Afin d'effectuer la séparation, chaque méthode nécessite des hypothèses et des critères comme l'indépendance des sources, la parcimonie, etc. La SAS peut donc être découpée en plusieurs familles dont :
- l'Analyse en composantes indépendantes,
- l'analyse en composantes parcimonieuses,
- la factorisation en matrices non négatives.

Historiquement, durant des années, séparation de sources et analyse en composantes indépendantes étaient la même chose. Depuis plus de dix ans, des méthodes basées sur d'autres critères ont été proposées, faisant croître ainsi les possibilités d'application.